# لطفي حجي
لطفي حجي هو صحفي تونسي، مدير مكتب قناة الجزيرة بتونس، وعضو الهيئة المديرة للرابطة التونسية للدفاع عن حقوق الإنسان، ورئيس سابق لنقابة الصحفيين التونسيين (أول نقابة مستقلة للصحفيين أسسها مجموعة من الصحفيين المستقلين سنة 2004 في فترة بطش الرئيس المخلوع زين العابدين بن علي بالصحفيين واحتكاره لقطاع الاعلام).
اعتقل أكثر من مرة للتحقيق معه حول نشاطاته الاعلامية والصحفية منع من عمله كمراسل للقناة الجزيرة من سنة 2004 إلى سنة 2011 تاريخ قيام الثورة التونسية التي مكنته من العمل بعد تحرير قطاع الإعلام.